# Мышенко, Богдан Алексеевич
Богда́н Алексе́евич Мы́шенко (укр. Богдан Олексійович Мишенко; род. 29 декабря 1994, Геронимовка, Черкасская область) — украинский футболист, полузащитник клуба «Ворскла».

## Игровая карьера
Родился в селе Геронимовка Черкасской области. В ДЮФЛ играл в составе полтавской команды «Молодь». В 2012 году заключил контракт с донецким «Металлургом», за который успел сыграть 9 игр в чемпионате Украины (из них семь раз выходил на замену). Дебютировал в украинской Премьер-лиге в игре против донецкого «Шахтёра» на Арене Львов. После завершения сезона 2014/15 годов Мышенко впервые был вызван в расположение молодёжной сборной Украины, где в первом же матче получил повреждение ноги, из-за которого был вынужден пропустить до полутора месяца. В июле 2015 года было объявлено о расформировании донецкого «Металлурга», таким образом травмированный игрок остался без клуба.
В статусе свободного агента проходил просмотр в харьковском «Металлисте». В конце августа 2015 года подписал контракт с молдавским «Милсами», который покинул в январе 2016 года. В июле 2016 года перешёл в черниговскую «Десну».
В феврале 2020 года стал игроком «Александрии». С августа 2021 года игрок белорусского ФК "Гомель". В январе 2022 года подписал контракт с ФК "Львов".

### В сборной
В июне 2015 года был вызван наставником украинской «молодёжки» Сергеем Ковальцом для участия в Мемориале Лобановского. На этом турнире «жёлто-синие» заняли второе место, а Мышенко принял участие в первом матче против Молдавии. Полузащитник появился на поле на 54-й минуте матча вместо Олега Данченко, на 59-й забил гол, а уже на 60-й был заменён на Дмитрия Хлёбаса из-за серьёзной травмы.